# Brachypogon spinosipes
Brachypogon spinosipes är en tvåvingeart som beskrevs av Clastrier 1989. Brachypogon spinosipes ingår i släktet Brachypogon och familjen svidknott.
Artens utbredningsområde är Guinea. Inga underarter finns listade i Catalogue of Life.